# Gesamtrussische Volksfront

Logo

Die Gesamtrussische Volksfront oder Allrussische Nationale Front (russisch Общероссийский народный фронт (ОНФ) Obschtscherossijskij narodnyj front (ONF)) ist ein Zusammenschluss etatistischer und nationalistisch-konservativer Organisationen in Russland für ein Blockparteien-System. Sie wurde im Mai 2011 vom russischen Präsidenten Wladimir Putin offiziell gegründet. Seit dem 12. Juni 2013 steht Putin an der Spitze des auch Allrussische Volksfront genannten Zusammenschlusses.

## Struktur
Die Gesamtrussische Volksfront besteht gegenwärtig aus mehr als 2000 Organisationen, unter ihnen:
- Einiges Russland (politische Partei)
- Junge Garde Russlands (Jugendorganisation der Partei Einiges Russland)
- Progressive Sozialistische Partei der Ukraine
- Patrioten Russlands (politische Partei)
- Agrarpartei Russlands
- Russische Ökologische Partei „Die Grünen“
- Kosaken-Partei der Russischen Föderation
- Russische Union der Afghanistan-Veteranen
- Russische Union von Industriellen und Unternehmern
- Gesamtrussische Gemeinschaft der kleinen und mittleren Unternehmer
- Die Freiheit der Wahl (Interessenvertretung von Autofahrern)

Der Vorsitzende der Gesamtrussischen Volksfront ist Wladimir Putin.

## Geschichte

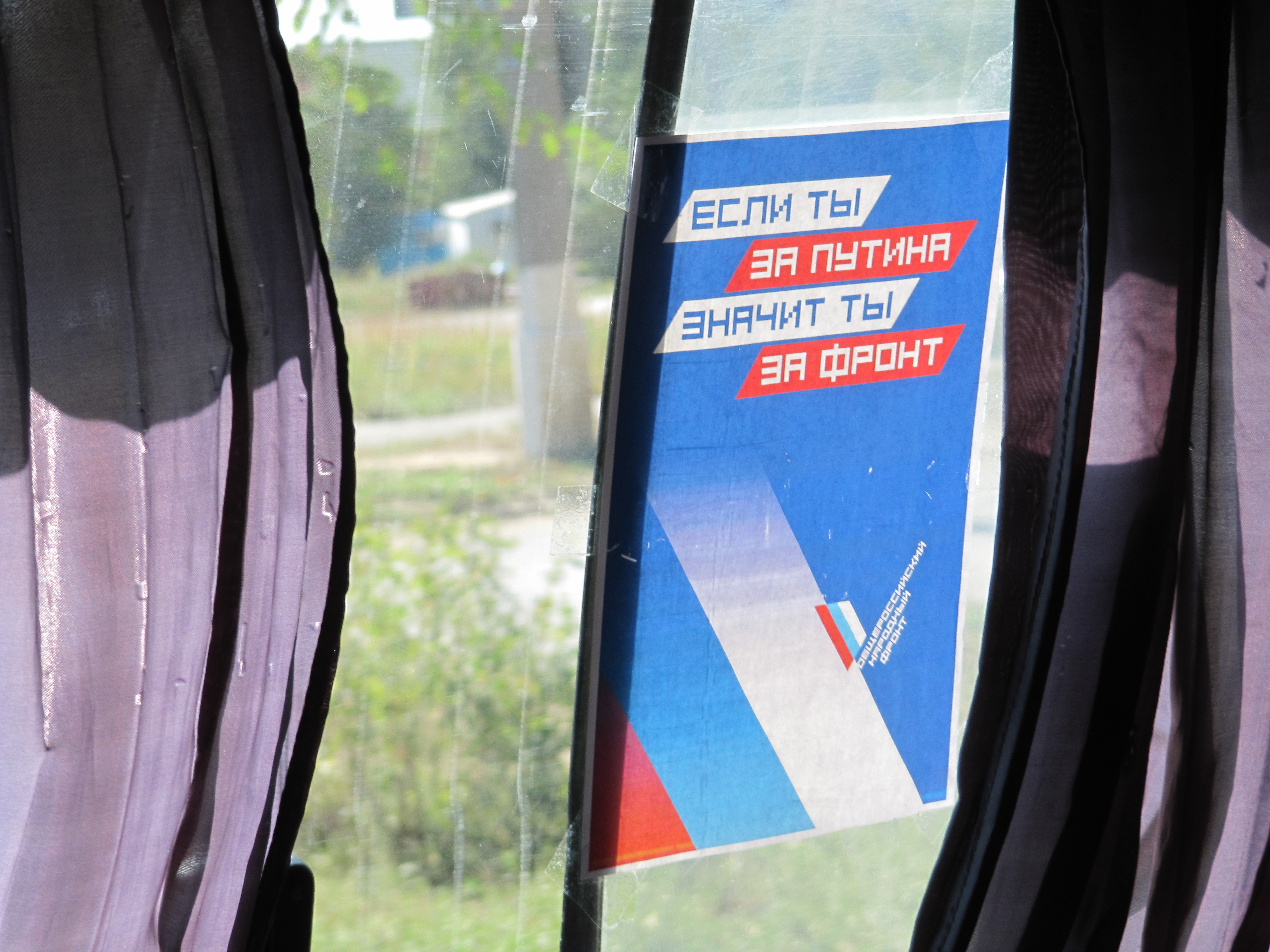
Werbung für die Gesamtrussische Volksfront in einer Marschrutka (September 2011)

Die Gesamtrussische Volksfront wurde offiziell am 6. Mai 2011 in Wolgograd gegründet. Die Partei Einiges Russland gab als Ziel dieser Organisation an, parteilose Abgeordnete in die Duma integrieren zu wollen. Jedes Mitglied der Gesamtrussischen Volksfront hat die theoretische Chance, als Abgeordneter in die Duma einzuziehen, ohne Mitglied der Partei „Einiges Russland“ zu sein.
Die Gesamtrussische Volksfront soll nach Angaben von Putins Pressesekretär Dmitri Leskow einen überparteilichen Charakter haben. Gleichzeitig werde von jedem Mitglied der Front eine „grundsätzliche Übereinstimmung“ mit den politischen Zielen der Partei „Einiges Russland“ gefordert.
Am 7. Mai 2011 wurde in Nowo-Ogarjowo der Koordinierungsrat der Gesamtrussischen Volksfront gebildet. Neben Präsident Putin waren dabei einige Vertreter verschiedener gesellschaftlicher Organisationen anwesend.
Hier wurden die ersten Ziele der ONF festgeschrieben:
- Entwicklung und Modernisierung der Produktion
- Förderung einer innovativen Wirtschaft
- Förderung einer effektiven und gerechten Herangehensweise an soziale Probleme.

Am 20. Mai 2011 wurde bekannt, dass das Institut für sozioökonomische und politische Forschung ein Grundsatzprogramm der Gesamtrussischen Volksfront ausarbeitet. Dasselbe Institut hat auch beim Parteiprogramm der Partei „Einiges Russland“ mitgewirkt. Ebenfalls am Grundsatzprogramm beteiligen soll sich der ehemalige Präsident der Tschuwaschischen Republik, Nikolai Fjodorow.
Am 23. Mai 2011 beschloss der Koordinierungsrat der ONF bei einem Treffen in Pskow, dass auch nicht registrierte Organisationen Mitglied der ONF werden können. Sie müssten laut Putin nur einen „lebhaften und wichtigen“ gesellschaftlichen Zweck verfolgen.
Im Juni 2011 wurde zudem beschlossen, dass auch einzelne Personen oder Arbeitsgemeinschaften ONF-Mitglied werden können.
Ende Juni 2011 wurde berichtet, dass die Meinung der ONF künftig bei Ernennungen von Gouverneuren Berücksichtigung finden wird.
Am 13. Juli 2011 zählte die ONF 800 Mitgliedschaften von Organisationen und 4.500 Mitgliedschaften von einzelnen Personen. 36 % der Personen sind auch Mitglied der Partei „Einiges Russland“. Am 21. Juli 2011 waren es bereits mehr als 2.000 Organisationen, die ONF-Mitglied wurden.
Am 26. Juli 2011 trat die erste ausländische Organisation der ONF bei. Dabei handelte es sich um die panslawisch orientierte Progressive Sozialistische Partei der Ukraine, die von Natalija Witrenko geleitet wird.
Am 25. April 2012 berichtete der ONF-Koordinierungsrat, dass die Arbeit der Gesamtrussischen Volksfront bis Herbst 2012 auf Eis gelegt werde.
Am 30. Dezember 2012 nahm die ONF ihre Arbeit wieder auf und beschloss auf ihrem ersten ordentlichen Kongress, sich in Zukunft mehr mit der eurasischen Integration zu befassen. Hierzu wird die Dachorganisation „Eurasische Front“ gegründet.
Am 20. Mai 2013 wurde der Zweite Kongress der ONF abgehalten.
Am 25. Mai 2013 trat die neugegründete Kosaken-Partei der Russischen Föderation (KaPRF) der ONF bei.
Die ONF gilt als wichtigster „Kooptierungsmechanismus“ des Putinismus in seiner Strategie der Kooptation.

## Kritik
Die ONF wurde in Russland und anderen Ländern vielfach kritisiert.
Ministerpräsident Dmitri Medwedew war zum Zeitpunkt der Gründung gegenüber der ONF skeptisch eingestellt. Er erkenne zwar das Engagement und die Mühe der Partei „Einiges Russland“ an, glaube aber nicht, dass die ONF zur dominierenden politischen Bewegung in Russland aufsteigen könne.
Der Unternehmer Michail Prochorow, der von Juni bis September 2011 die liberale Partei Rechte Sache anführte, lehnte einen Beitritt zur ONF ab, äußerte sich aber weder positiv noch negativ.
Sergei Mironow sagte, dass seine Partei (Gerechtes Russland) der ONF fernbleiben werde, da sie sich in Opposition zu „Einiges Russland“ befinde.
Der Vorsitzende der Kommunistischen Partei der Russischen Föderation, Gennadi Sjuganow, kritisierte die ONF scharf und kündigte daraufhin die Gründung einer Volksmiliz, einer kommunistischen Gegenfront zur ONF, an.
Auch die Nationalisten waren mit der ONF nicht einverstanden und gründeten unmittelbar darauf die Souveräne Union Russlands, der zurzeit 13 Organisationen angehören.
Der Jurist und Blogger Alexei Nawalny beschwerte sich am 21. Juni 2011 mit einem Schreiben an die Moskauer Generalstaatsanwaltschaft, da er in der ONF-Aktivität zahlreiche Rechtsverstöße sehe.
Der Politikwissenschaftler Stanislaw Belkowski verglich die ONF mit der Nationalen Front der DDR.
Die US-amerikanische Zeitschrift Foreign Policy sieht die Gründung der ONF als einen verzweifelten Versuch der Partei „Einiges Russland“ an, ihren in der jüngeren Vergangenheit erlittenen Popularitätsverlust zu kompensieren.

## Bedeutende Vertreter der Gesamtrussischen Nationalen Front
- Boris Gryslow
- Leonid Roschal